# Euphorbia sparsiglandulosa
Euphorbia sparsiglandulosa är en törelväxtart som beskrevs av Jiří Ponert. Euphorbia sparsiglandulosa ingår i släktet törlar, och familjen törelväxter.
Artens utbredningsområde är Iran. Inga underarter finns listade i Catalogue of Life.